# Refuge du Ruitor
Le refuge du Ruitor est situé à 2 035 m d'altitude au milieu du plateau de la Sassière, au pied de l'imposante Tête du Ruitor. Le refuge est un ancien chalet d'alpage qui a été restauré, une première fois en 1974, par le Club alpin français ; il disposait alors de 16 places. Il a ensuite été rénové par ses propriétaires en 1989. Le refuge possède des couvertures, des matelas et est équipé du gaz et du chauffage.

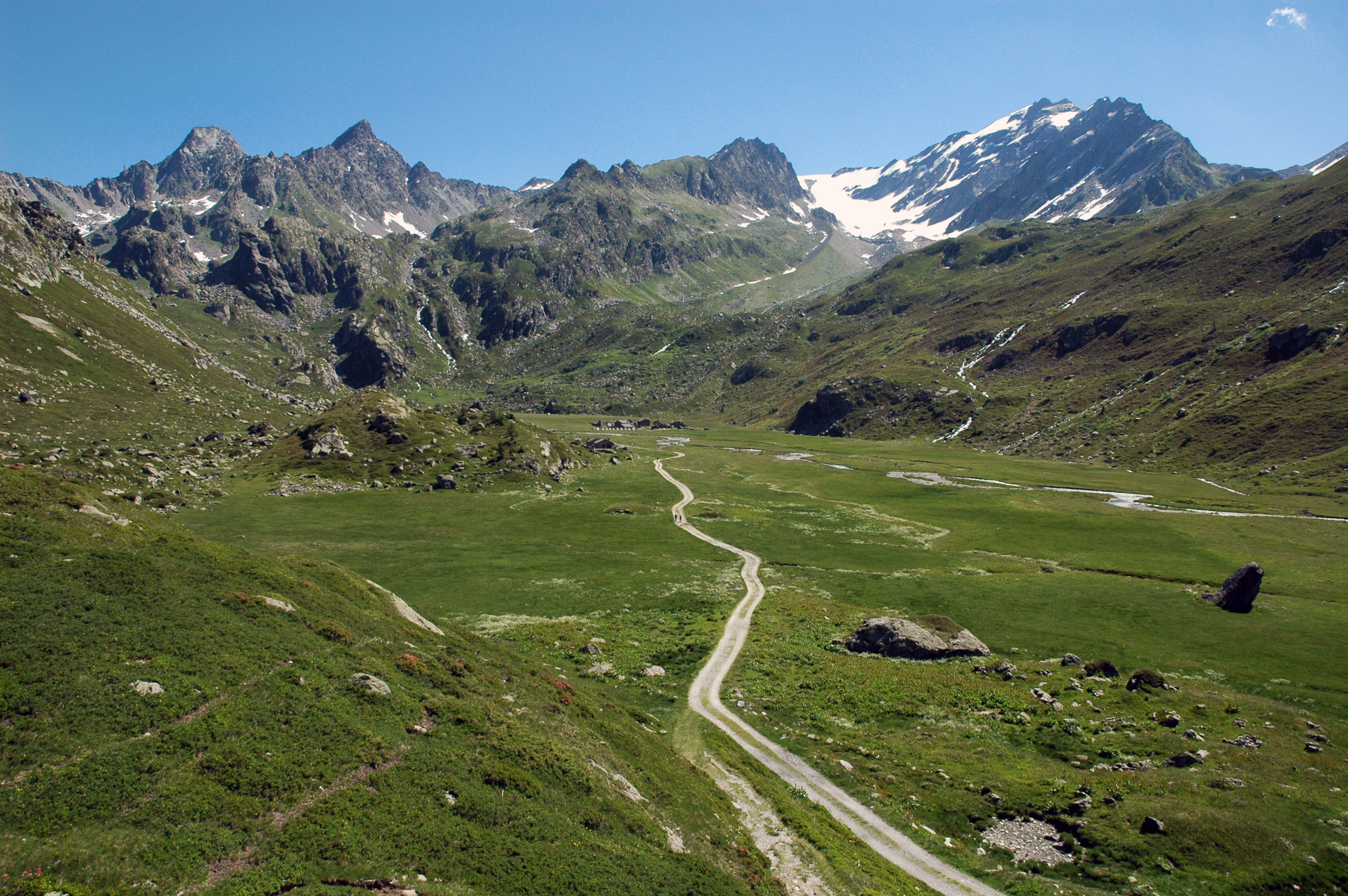
Le vallon de la Sassière, avec le refuge et l'ancien hameau au centre.